# Julie Barlow
Pour les articles homonymes, voir Barlow.
Julie Barlow (née en 1968 à Hamilton, en Ontario) est une journaliste et écrivaine canadienne. Elle écrit pour différents journaux et magazines depuis 1995, et écrit autant en anglais qu'en français. Ses articles ont paru notamment dans L'actualité, le New York Times et le Christian Science Monitor, entre autres. Elle est l'auteur de trois livres, dont deux avec son mari Jean-Benoît Nadeau.
Elle a fait ses études à l'Université McGill, où elle a obtenu un baccalauréat en sciences politiques, et à l'Université Concordia, où elle a obtenu une maîtrise en littérature anglaise. Elle donne souvent des conférences sur la langue française et la France.
Elle vit à Montréal avec Jean-Benoît Nadeau.

## Récompenses
- 2007 - Prix Mavis-Gallant
- 2011 - Prix La-Renaissance-française de l’Académie des sciences d’outre-mer pour Le français, quelle histoire ! : la première biographie de la langue française.

## Œuvres
- Pas si fous, ces Français ! (avec Jean-Benoît Nadeau), 2003 (titre original : Sixty Million Frenchmen Can't Be Wrong)
- Montreal & Quebec City for Dummies, 2004
- Le français, quelle histoire ! (avec Jean-Benoît Nadeau), 2006 (titre original : The story of French)